# Raymond Dendeville
 (juin 2012).
Si vous disposez d'ouvrages ou d'articles de référence ou si vous connaissez des sites web de qualité traitant du thème abordé ici, merci de compléter l'article en donnant les références utiles à sa vérifiabilité et en les liant à la section « Notes et références ».
Raymond Dendeville, né le 4 mars 1901 à Rouen, mort le 29 juin 1968 à Elbeuf, est un peintre, graveur et illustrateur français. 

## Biographie
Né à Rouen, Raymond Dendeville expose pour la première fois en 1915. Il réalise alors de nombreux croquis des soldats transitant par la Normandie, et notamment des régiments anglais. Remarqué par Louis Fabulet, traducteur de Rudyard Kipling en France, il est introduit dans les milieux artistiques. Il s'installe à Elbeuf en 1920, suivant son père nommé directeur du Crédit du Nord. Parti à Paris après la Première Guerre mondiale pour s'y former, notamment dans les ateliers de l'Académie de la Grande Chaumière, il revient à Elbeuf en 1924 pour soigner sa santé fragile et y restera toute sa vie. 
En 1929, il présente au Salon des indépendants des fruits et des fleurs. Il enseigne à l'école des beaux-arts de Rouen à partir de 1937.
Raymond Dendeville est un proche de l'écrivain d'origine elbeuvienne Jean Gaument et du peintre Marie Ritleng. Il expose régulièrement au Salon des artistes normands, au Salon d'Automne, au Salon des Tuileries et au Salon des indépendants. 
Son épouse a fait don de quarante-quatre œuvres de son mari au musée d'Elbeuf en 1986.

## Collections publiques

### Peintures
- Musée d'Elbeuf
  - La Seine, les roches d'Orival, sans date, huile sur toile
  - La Côte Saint-Auct vue de la place de l'Hôtel de Ville, sans date, huile sur toile
  - Petit bras de la Seine à Saint-Aubin, sans date, huile sur toile
  - Jeune homme nu devant l'arbre, sans date, huile sur toile
  - La Lecture du journal, 1927, huile sur toile
  - La Jeune Fille au chapeau de paille, 1927, huile sur toile
  - Le Chapeau de paille, 1932, huile sur toile
  - Grand bucrâne, 1939-1940, huile sur toile
  - Portrait de Jean Gaument, sans date, huile sur toile[4]

### Estampes
- Musée d'Elbeuf
  - Veilleur de proue, sans date, gravure sur bois
  - Légendes de Normandie, sans date, gravure sur bois
  - Forêt ensoleillée, sans date, eau-forte

### Ouvrages illustrés
- Georges Dubosc, Rouen pendant la guerre, L. Wolf, Rouen, 1916
- Charles Brisson et René Herval, Légendes et récits de Normandie, Duval, Elbeuf, 1929
- Contes et Nouvelles du pays normand. Recueil composé d'œuvres choisies de Frédéric Berat, Guy de Maupassant, Jean Revel, Edouard Bourgine et de pages dues à la précieuse collaboration de André Maurois, Jean Gaument et Camille Cé, Edmond Spalikowski, Maurice Charles Renard, Charles Brisson, Duval, Elbeuf, 1930
- Rudyard Kipling, Une Histoire d'Angleterre pour la jeunesse, trad. Louis Fabulet et Cavaillès, Delagrave, Paris, 1932
- René Herval, Légendes de Normandie et des pays normands d'outre-mer, Desvagues, Rouen, 1933 (réimp. R.-P. Colas, Bayeux, 1955)
- Artistes et écrivains normands, n° 18, 15 avril 1934
- Charles Brisson et René Herval, Au Pays des Beffrois et des Moulins à Vent, suivi de Sous le Ciel du Nord. Artois - Flandre - Picardie, Duval, Elbeuf, 1934
- Jean Gaument et Camille Cé, Contes normands, Defontaine, Rouen, 1935
- André Maurois, Premiers contes, Defontaines, Rouen, 1935 (réimp. Defontaines, Rouen, 1947)
- René-Gustave Nobécourt et Armand Carrel, Documents inédits et textes oubliés, Desvagues, Rouen, 1935
- C. Monticone, Visitez la Normandie, Fédération des syndicats d'initiative de Normandie Publication, Le Havre, 1937
- Maurice-Charles Renard, A. Lepilleur, Édouard Bourgine, Charles Brisson et Jean Revel, Petits contes du pays normand, Duval, Elbeuf-Paris, 1938
- René Herval, La geste de Normandie : les siciliennes, édictions de la Vicomté, Rouen, 1941
- Rudyard Kipling, Capitaines courageux, une histoire du banc de Terre-Neuve, trad. Louis Fabulet et Charles Fountaine-Walker, Hachette, Paris, 1945
- René Herval, La Légende de Saint-Julien l'Hospitalier, Maugard, Rouen, 1947
- René Herval, Les Récits du veilleur de proue, Ozanne, Caen, 1947